# ستانلي سميث ستيفنز
ستانلي سميث ستيفنز (بالإنجليزية: Stanley Smith Stevens)‏ هو عالم نفس أمريكي، ولد في 4 نوفمبر 1906 في أوغدن في الولايات المتحدة، وتوفي في 18 يناير 1973 في فيل في الولايات المتحدة.